# Рокко, Джон
Кристофер Джон Рокко (известный как Джон Рокко; род. 9 июля 1967 года) — американский иллюстратор книжных обложек и детских книг. Выполнил иллюстрации к книгам Рика Риордана «Перси Джексон и Олимпийцы».

## Биография
Рокко вырос в Баррингтоне, штат Род-Айленд. Он изучал иллюстрацию в Род-Айлендской школе дизайна и в школе изобразительных искусств в Манхэттене, Нью-Йорк, но иллюстратором он стал не сразу. Сначала он работал в индустрии развлечений. В кинокомпании «DreamWork» Рокко был художественным руководителем предпроизводственного процесса анимационного фильма «Шрек». Он проектировал аттракционы для Disney’s Epcot и был арт-директором тематического парка виртуальной реальности в DisneyQuest.
Джон Рокко выполнил иллюстрации к книгам Рика Риордана «Перси Джексон и Олимпийцы», которые стали бестселлерами детской литературы по версии The New York Times.
Джон Рокко 18 месяцев проработал директором анимации в ImagineAsia в Маниле, Филиппины.

## Награды
- Книга Рокко «Blackout» получила почётную медаль Калдекотта Ассоциации библиотечного обслуживания детей ежегодно присуждаемую за самую выдающуюся иллюстрированную книгу для детей.
- Книга Рокко «Как мы добрались до Луны» была одной из десяти книг, отобранных в лонг-лист Национальной книжной премии в области молодёжной литературы 2020 года[7].
- Лучшая книга года по версии New York Times[6]
- Премия Borders Original Voices за лучшую книгу с картинками[4].